# John Adams Building
John Adams Building är en byggnad i området United States Capitol Complex i den amerikanska huvudstaden Washington, D.C. och är en av tre byggnader som utgör USA:s kongressbibliotek. Den ägs och underhålls av den federala myndigheten Architect of the Capitol. Byggnaden ritades av arkitektfirman Pierson & Wilson med stöd från Alexander Buel Trowbridge och byggnaden stod färdig den 3 januari 1939. 1976 fick den namnet Thomas Jefferson Building, namngiven efter USA:s tredje president med samma namn men bytte namn 1980 till det nuvarande namnet efter USA:s andra president John Adams.